# آهارون زيسلينغ
آهارون زيسلينغ (بالعبرية: אהרון ציזלינג‏)، 26 فبراير 1901 – 16 يناير 1964) سياسي إسرائيلي ووزير وأحد الموقعين على وثيقة إعلان استقلال إسرائيل.
ولد سيزلينغ في مينسك في الإمبراطورية الروسية (الآن في روسيا البيضاء)، ثم هاجر إلى فلسطين في 1904.

## وصلات خارجية
- آهارون سيزلينغ على موقع الكنيست